# Grand Prairie
Grand Prairie és una ciutat dels Estats Units a l'estat de Texas. Segons el cens del 2006 tenia 153.812 habitants.

## Demografia
Segons el cens del 2000, Grand Prairie tenia 127.427 habitants, 43.791 habitatges, i 32.317 famílies. La densitat de població era de 689,1 habitants/km².
Dels 43.791 habitatges en un 41,3% hi vivien nens de menys de 18 anys, en un 54,9% hi vivien parelles casades, en un 13,7% dones solteres, i en un 26,2% no eren unitats familiars. En el 20,7% dels habitatges hi vivien persones soles el 4,5% de les quals corresponia a persones de 65 anys o més que vivien soles. El nombre mitjà de persones vivint en cada habitatge era de 2,9 i el nombre mitjà de persones que vivien en cada família era de 3,38.
Per edats la població es repartia de la següent manera: un 30,5% tenia menys de 18 anys, un 10,1% entre 18 i 24, un 34,1% entre 25 i 44, un 18,8% de 45 a 60 i un 6,4% 65 anys o més.
L'edat mitjana era de 30 anys. Per cada 100 dones de 18 o més anys hi havia 95,2 homes.
La renda mitjana per habitatge era de 46.816$ i la renda mitjana per família de 51.449$. Els homes tenien una renda mitjana de 35.300$ mentre que les dones 28.184$. La renda per capita de la població era de 18.978$. Aproximadament el 8,7% de les famílies i l'11,1% de la població estaven per davall del llindar de pobresa.

## Poblacions més properes
El següent diagrama mostra les poblacions més properes.